# Nsoh (Bafut)
Pour les articles homonymes, voir Nsoh.
Nsoh est une localité du Cameroun située dans la commune de Bafut et le département de la Mezam.

## Population
Lors du recensement de 2005, on a dénombré 2 393 personnes. Il y a 1 232 hommes et 1 161 femmes.

## Développement local
Nsoh fait partie intégrante de la zone urbaine de la commune de Bafut avec neuf autres villages. Le plan communal de développement initié par le PNDP dans le village vise la mise sur pied de facilités et infrastructures urbaines telles que : les écoles, les centres sociaux, l'adduction en eau potable, et l'aménagement de routes entre autres.

## Arts et culture
Le village se fond dans la mouvance culturelle de la commune de Bafut. Les éléments de valorisation de la culture que l'on retrouve dans la localité de Nsoh sont les musées, l'artisanat local et les festivals périodiques.

## Affaires sociales
Le village Nsoh n'est pas encore doté d'un service public de prise en charge sociale. Ce travail est réalisé par une organisation à but non lucratif appelée Angel of Mercy. Angel of Mercy offre ses services à la communauté dans le domaine de la santé, avec une prise en charge psycho-sociale des personnes vivant avec le VIH. L'association offre également des services de santé aux populations locales, en lieu et place d'un centre de santé. L'ONG Angel of Mercy offre des programmes éducatifs gratuits sur l'hygiène et la salubrité. L'organisation offre enfin des bourses d'études aux orphelins de la localité de Nsoh.